# What It Means to Be King
 (août 2023).
La mise en forme du texte ne suit pas les recommandations de Wikipédia : il faut le « wikifier ».
Les points d'amélioration suivants sont les cas les plus fréquents. Le détail des points à revoir est peut-être précisé sur la page de discussion.
- Les titres sont pré-formatés par le logiciel. Ils ne sont ni en capitales, ni en gras.
- Le texte ne doit pas être écrit en capitales (les noms de famille non plus), ni en gras, ni en italique, ni en « petit »…
- Le gras n'est utilisé que pour surligner le titre de l'article dans l'introduction, une seule fois.
- L'italique est rarement utilisé : mots en langue étrangère, titres d'œuvres, noms de bateaux, etc.
- Les citations ne sont pas en italique mais en corps de texte normal. Elles sont entourées par des guillemets français : « et ».
- Les listes à puces sont à éviter, des paragraphes rédigés étant largement préférés. Les tableaux sont à réserver à la présentation de données structurées (résultats, etc.).
- Les appels de note de bas de page (petits chiffres en exposant, introduits par l'outil «  Source ») sont à placer entre la fin de phrase et le point final[comme ça].
- Les liens internes (vers d'autres articles de Wikipédia) sont à choisir avec parcimonie. Créez des liens vers des articles approfondissant le sujet. Les termes génériques sans rapport avec le sujet sont à éviter, ainsi que les répétitions de liens vers un même terme.
- Les liens externes sont à placer uniquement dans une section « Liens externes », à la fin de l'article. Ces liens sont à choisir avec parcimonie suivant les règles définies. Si un lien sert de source à l'article, son insertion dans le texte est à faire par les notes de bas de page.
- La présentation des références doit suivre les conventions bibliographiques. Il est recommandé d'utiliser les modèles {{Ouvrage}}, {{Chapitre}}, {{Article}}, {{Lien web}} et/ou {{Bibliographie}}. Le mode d'édition visuel peut mettre en forme automatiquement les références.
- Insérer une infobox (cadre d'informations à droite) n'est pas obligatoire pour parachever la mise en page.

Pour une aide détaillée, merci de consulter Aide:Wikification.
Si vous pensez que ces points ont été résolus, vous pouvez retirer ce bandeau et améliorer la mise en forme d'un autre article.
Albums de King Von
Welcome to O'Block
(2020) Grandson
(2023)
What It Means to Be King est le deuxième album studio du rappeur américain King Von. Il a été publié à titre posthume via Empire Distribution et Only the Family le 4 mars 2022. L'album contient des collaborations avec les rappeurs G Herbo, 21 Savage, Fivio Foreign, Moneybagg Yo, Lil Durk, Tee Grizzley, A Boogie wit da Hoodie, Dreezy, Boss Top, DqFrmDaO et OMB Peezy.
La production a été assurée par Chopsquad DJ, Hitmaka, Tee Romano, Kid Hazel, Touch of Trent, DJ Bandz, DJ FMCT, Glaazer, Diego Ave, Bankroll Got It, TM88, ATL Jacob, Geraldo Liive, CGM Beats, John Lam et Raw. Équité. L'album marque le premier projet posthume de Von et fait suite à son précédent album, Welcome to O'Block (2020).

## Genèse
Le 6 novembre 2020, King Von est décédé des suites d'une balle devant un salon de narguilé à Atlanta, en Géorgie, exactement une semaine après la sortie de son précédent album, Welcome to O'Block (2020).
Le jour même de sa mort, le rappeur américain Pooh Shiesty a sorti son single Back in Blood, qui met en vedette le patron du label Von's Only the Family, son collègue rappeur Lil Durk. Von a fait sa première apparition posthume dans le clip de la chanson, sorti le 2 janvier 2021, dans lequel le titre de son album a été révélé.

## Sortie et promotion
Le premier single de l'album, Grandson for President, est sorti le 29 avril 2020. Le deuxième single, Don't Play That, une collaboration avec le rappeur basé à Atlanta 21 Savage, est sorti le 4 février 2022, exactement un mois avant l'album. Le même jour, la succession de Von a partagé le titre de l'album et sa date de sortie.
Le 28 février 2022, ils ont partagé la pochette de l'album et ont mis l'album sur Apple Music en précommande. Le troisième single, War, est sorti le 2 mars 2022. La tracklist a été révélée sur Apple Music le lendemain. Un clip pour Get It Done avec OMB Peezy est sorti le 9 août 2022, en l'honneur de ce qui aurait été le 28e anniversaire de King Von,.

## Performances commerciales
What It Means to Be King a fait ses débuts au numéro 2 du classement américain Billboard 200, gagnant 59 000 unités équivalentes à un album, 55 000 provenant de 79 millions de streams et 4 000 ventes d'albums purs. Le nouvel album est le deuxième top 10 de King Von, qui a atteint le top 10 pour la première fois avec son premier album studio, Welcome to O'Block, qui est passé de 13 à 5 (son apogée) sur le classement daté du 21 novembre 2020, à la suite de l'annonce de son décès,.

## Liste des titres
| What It Means to Be King track listing | What It Means to Be King track listing      | What It Means to Be King track listing  | What It Means to Be King track listing | What It Means to Be King track listing | What It Means to Be King track listing | What It Means to Be King track listing | What It Means to Be King track listing | What It Means to Be King track listing | What It Means to Be King track listing |
| No                                     | Titre                                       | Producteur(s)                           | Durée                                  |                                        |                                        |                                        |                                        |                                        |                                        |
| -------------------------------------- | ------------------------------------------- | --------------------------------------- | -------------------------------------- | -------------------------------------- | -------------------------------------- | -------------------------------------- | -------------------------------------- | -------------------------------------- | -------------------------------------- |
| 1.                                     | Where I'm From                              | Chopsquad DJ                            | 1:38                                   |                                        |                                        |                                        |                                        |                                        |                                        |
| 2.                                     | War                                         | Chopsquad DJ                            | 2:40                                   |                                        |                                        |                                        |                                        |                                        |                                        |
| 3.                                     | Facetime (featuring G Herbo)                | - Hitmaka - Tee Romano                  | 2:36                                   |                                        |                                        |                                        |                                        |                                        |                                        |
| 4.                                     | Don't Play That (featuring 21 Savage)       | Kid Hazel                               | 2:13                                   |                                        |                                        |                                        |                                        |                                        |                                        |
| 5.                                     | Straight to It (featuring Fivio Foreign)    | Chopsquad DJ                            | 2:58                                   |                                        |                                        |                                        |                                        |                                        |                                        |
| 6.                                     | Trust Nothing (featuring Moneybagg Yo)      | Chopsquad DJ                            | 3:05                                   |                                        |                                        |                                        |                                        |                                        |                                        |
| 7.                                     | Evil Twins (featuring Lil Durk)             | Touch of Trent                          | 1:55                                   |                                        |                                        |                                        |                                        |                                        |                                        |
| 8.                                     | Too Real                                    | - DJ Bandz - DJ FMCT - Glaazer          | 1:45                                   |                                        |                                        |                                        |                                        |                                        |                                        |
| 9.                                     | Rich Gangsta (featuring Tee Grizzley)       | - Hitmaka - Diego Ave - Bankroll Got It | 2:45                                   |                                        |                                        |                                        |                                        |                                        |                                        |
| 10.                                    | Mad                                         | Chopsquad DJ                            | 2:04                                   |                                        |                                        |                                        |                                        |                                        |                                        |
| 11.                                    | My Fault (featuring A Boogie wit da Hoodie) | Chopsquad DJ                            | 3:11                                   |                                        |                                        |                                        |                                        |                                        |                                        |
| 12.                                    | Change My Life                              | Chopsquad DJ                            | 2:40                                   |                                        |                                        |                                        |                                        |                                        |                                        |
| 13.                                    | Hard to Trust (featuring Dreezy)            | - TM88 - ATL Jacob - Too Dope - MP808   | 3:26                                   |                                        |                                        |                                        |                                        |                                        |                                        |
| 14.                                    | Get Back (featuring Boss Top & DqFrmDaO)    | Chopsquad DJ                            | 2:40                                   |                                        |                                        |                                        |                                        |                                        |                                        |
| 15.                                    | Get It Done (featuring OMB Peezy)           | Chopsquad DJ                            | 2:44                                   |                                        |                                        |                                        |                                        |                                        |                                        |
| 16.                                    | Chase the Bag                               | - Geraldo Liive - CGM Beats             | 2:24                                   |                                        |                                        |                                        |                                        |                                        |                                        |
| 17.                                    | Go n Get Em (featuring Boss Top)            | Lam                                     | 2:46                                   |                                        |                                        |                                        |                                        |                                        |                                        |
| 18.                                    | Grandson for President                      | Chopsquad DJ                            | 2:17                                   |                                        |                                        |                                        |                                        |                                        |                                        |
| 19.                                    | Family Dedication Outro                     | Raw Equity                              | 2:56                                   |                                        |                                        |                                        |                                        |                                        |                                        |
| 48:51                                  |                                             |                                         |                                        |                                        |                                        |                                        |                                        |                                        |                                        |

## Classements
| Classement (2022)                   | Plus haute position |
| ----------------------------------- | ------------------- |
| Belgique (Flandre Ultratop)         | 141                 |
| Canada (Canadian Albums)            | 3                   |
| Royaume-Uni (UK Albums Chart)       | 63                  |
| Royaume-Uni (R&B Albums)            | 35                  |
| États-Unis (Billboard 200)          | 2                   |
| États-Unis (Independent Albums)     | 2                   |
| États-Unis (Top R&B/Hip-Hop Albums) | 1                   |

| Classement (2022)                     | Position |
| ------------------------------------- | -------- |
| US Top R&B/Hip-Hop Albums (Billboard) | 85       |